# Fronton internazionale
Il fronton internazionale è uno sport ideato per unificare i regolamenti degli  sport sferistici che si praticano con una mano facendo rimbalzare la palla contro un muro. Dal 1993 si disputa annualmente un campionato mondiale per le categorie di atleti professionisti e atleti dilettanti nello stesso evento che include la competizione di  gioco internazionale.

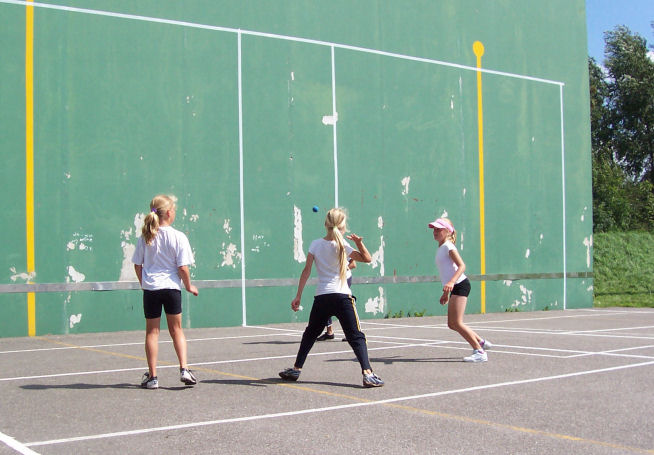
Giovani giocatrici

## Regolamento
Si gioca con palla in materiale sintetico avente diametro 4,8 cm e peso 65 g su campo lungo 10,6 m e largo 6,1 m all'aperto o in sferisterio. Il muro frontale, dove lanciare la palla, è largo 6,1 m e alto 4,9 m quindi i giocatori o giocatrici spesso si affiancano tra loro durante le azioni di gioco.

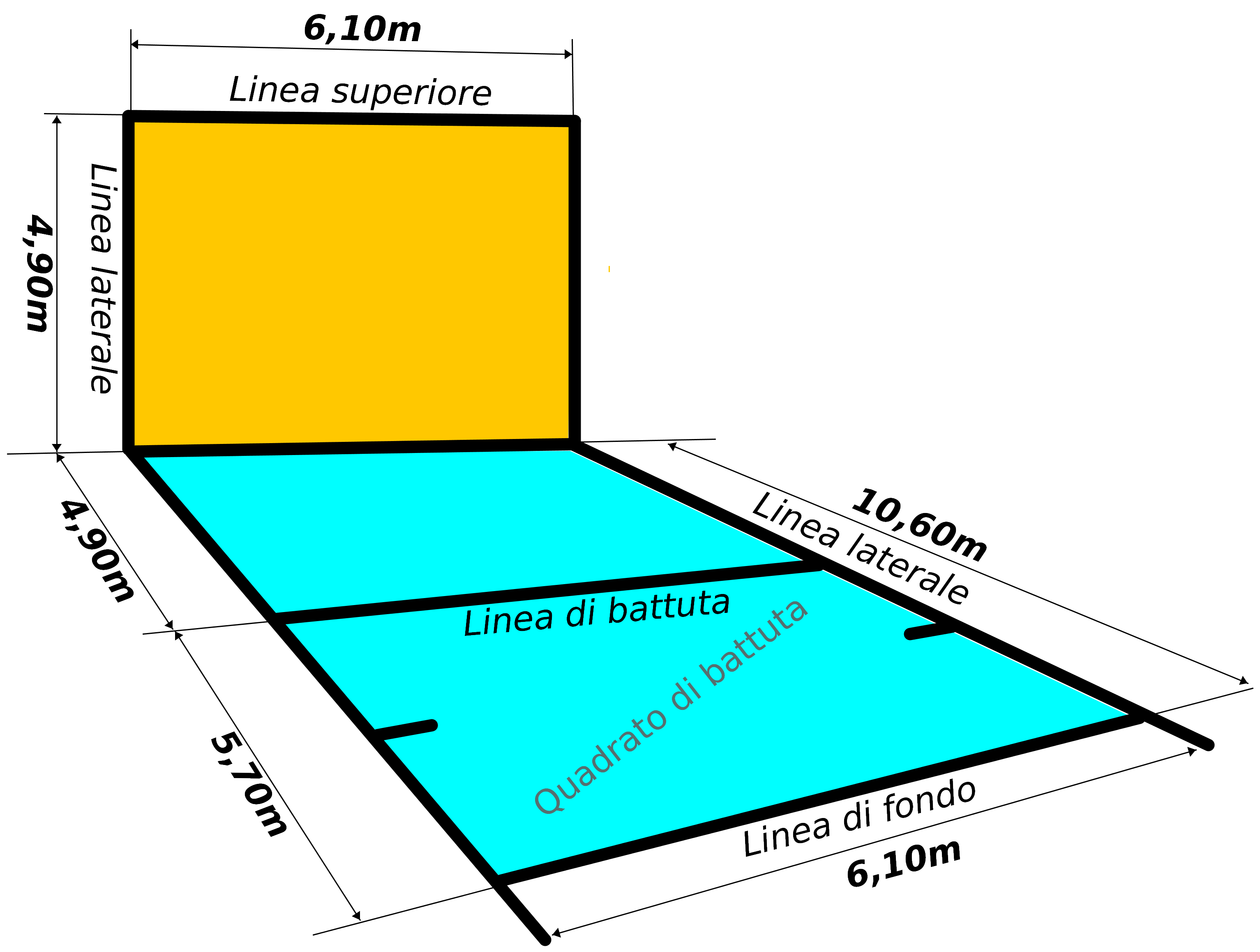
Misure del campo di one-wall

Le forme di gioco sono due: individuale e doppio; gli atleti possono indossare protezioni per la mano che colpisce la palla. Ogni partita è vinta da chi totalizza 2 set e in caso di parità 1-1 si disputa un terzo set: ogni set è vinto  da chi totalizza 21 punti.